# ولایت ایواشیرو

نقشه ژاپن، این ولایت با رنگ تیره مشخص شده است.

ولایت ایواشیرو (به ژاپنی: 岩代国 Iwashiro-no kuni) یکی از ولایت‌ها در تقسیم‌بندی کشوری قدیم ژاپن بود.